# Pacynki
Pacynki – część wsi Jarmolicze na Białorusi,  w obwodzie grodzieńskim, w rejonie brzostowickim, w sielsowiecie Ejsymonty Wielkie.
W dwudziestoleciu międzywojennym ówczesna okolica leżała w Polsce, w województwie białostockim, w powiecie grodzieńskim, w gminie Indura.
Według Powszechnego Spisu Ludności z 1921 roku ówczesną okolicę zamieszkiwało 42 osoby, 40 było wyznania rzymskokatolickiego a 2 prawosławnego. Wszyscy mieszkańcy zadeklarowali polską przynależność narodową. Było tu 7 budynków mieszkalnych.
Miejscowość należała do parafii rzymskokatolickiej i parafii prawosławnej w Indurze.
Podlegała pod Sąd Grodzki w Indurze i Okręgowy w Grodnie; właściwy urząd pocztowy mieścił się w Indurze.